# Piechota

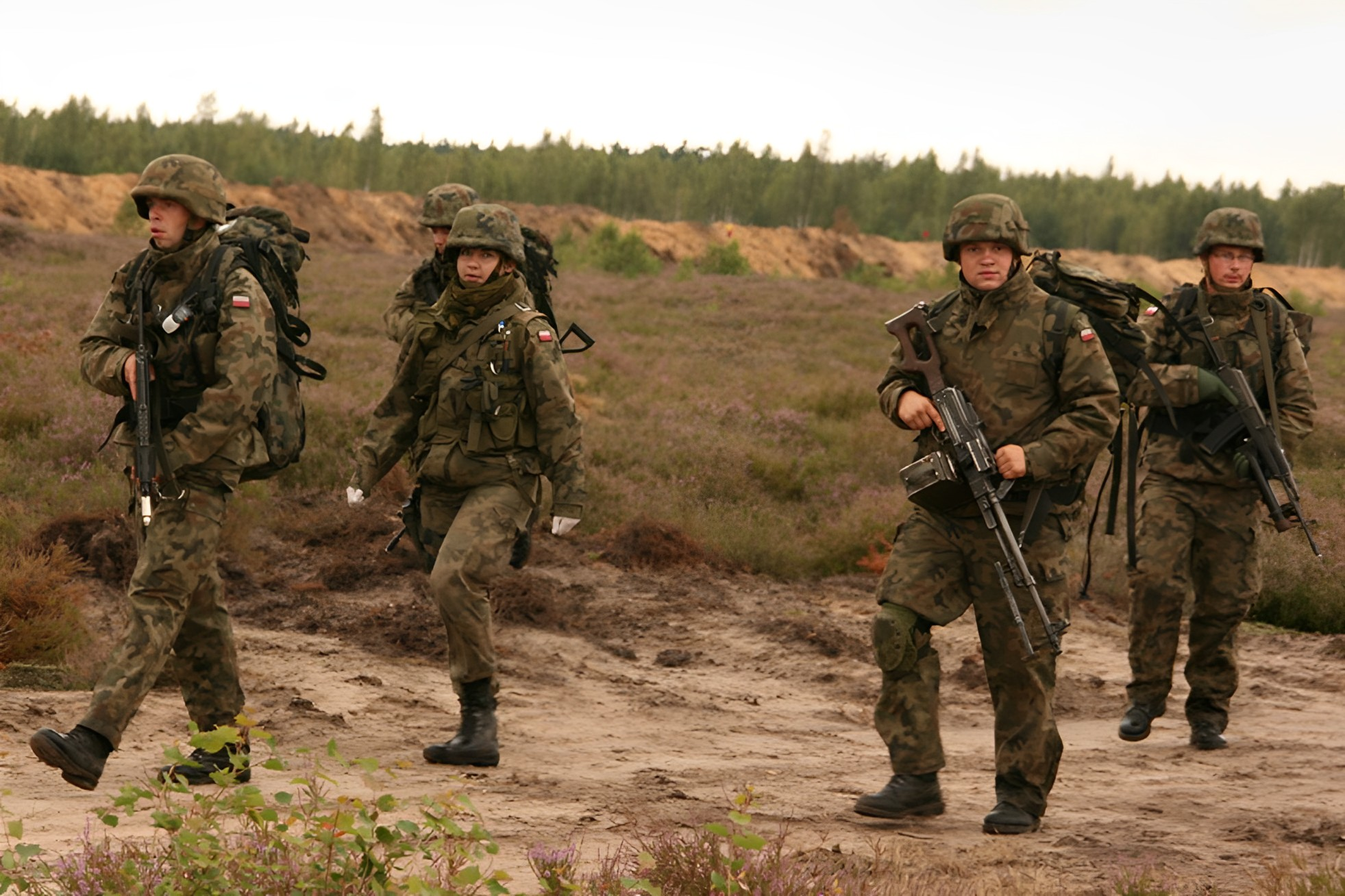
Żołnierze piechoty Wojska Polskiego

Piechota (daw. infanteria) – rodzaj wojsk prowadzący walkę pieszo (dawniej również przemieszczający się pieszo). Podstawowy składnik sił zbrojnych od starożytności po współczesność.

## Podział
Współcześnie piechota jest częścią wojsk lądowych, wyróżnia się również jej specyficzne rodzaje, jak np. piechota górska, morska czy zmotoryzowana.
W starożytności i średniowieczu piechota dzieliła się na:
- ciężką piechotę służącą do przełamywania wojsk nieprzyjaciela, walk frontowych i długotrwałych. Używała uzbrojenia ochronnego.
- średnią piechotę także posiadającą uzbrojenie ochronne, ale zachowującą szybkość i manewrowanie lekkiej piechoty.
- lekką piechotę pełniącą rolę nękania przeciwnika, zwiadu i osłaniania głównych wojsk. Zazwyczaj nie miała uzbrojenia ochronnego.

## Historia

### Starożytność (do V wieku n.e.)

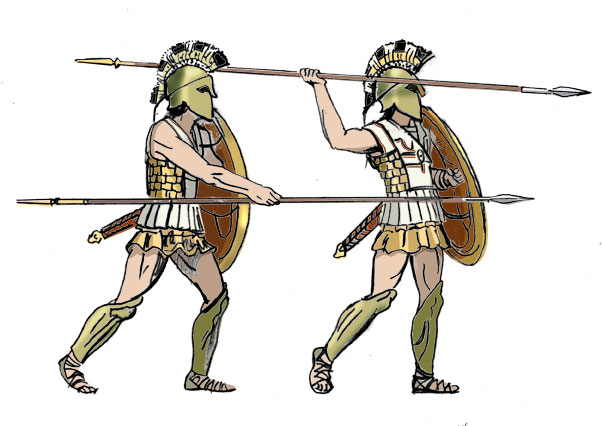
Greccy hoplici

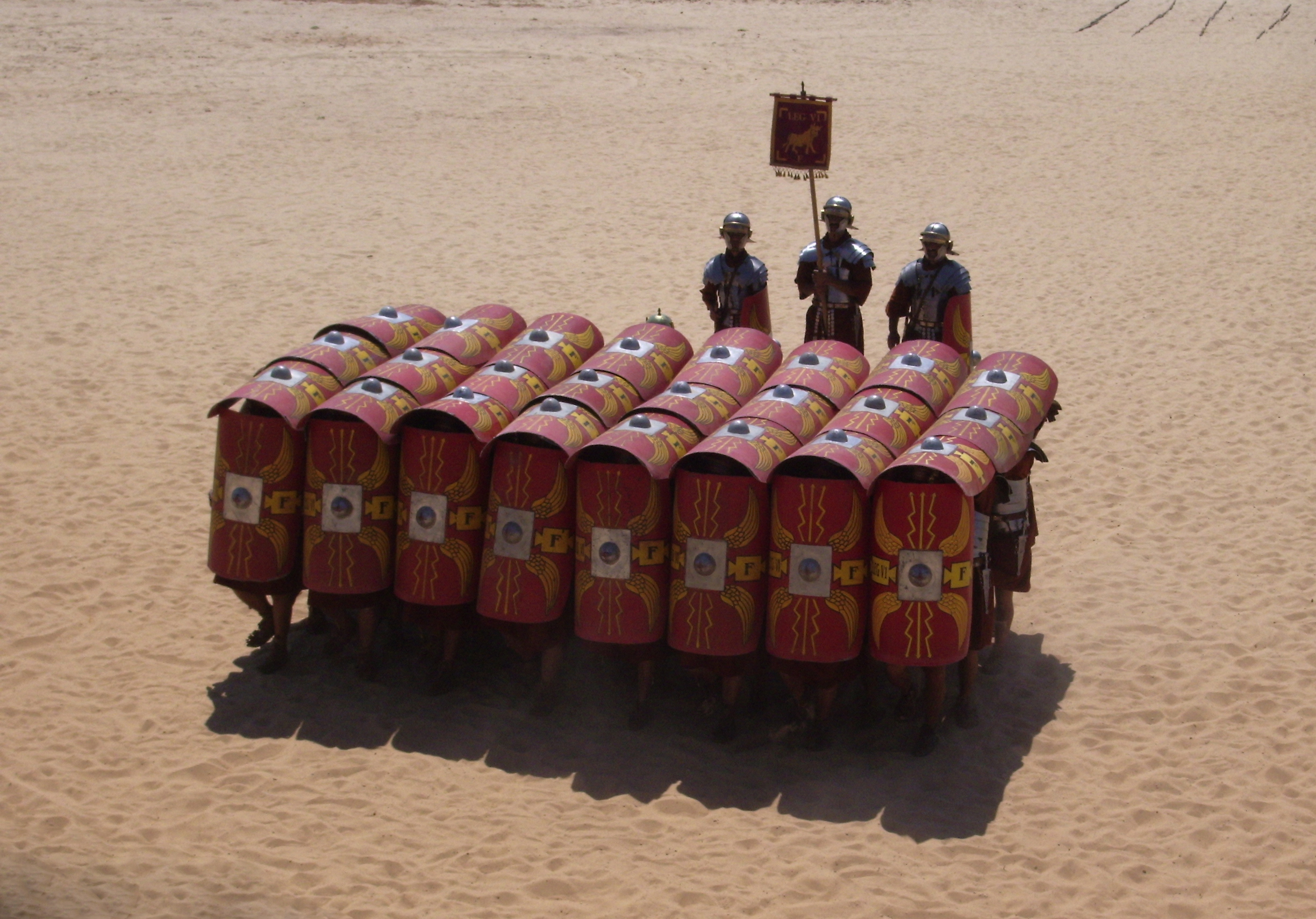
Rzymscy legioniści w formacji testudo (rekonstrukcja)

- W starożytności piechota stanowiła główny typ wojsk u ludów osiadłych, u ludów koczowniczych była to jazda. Z reguły jazda była formacją elitarną, gdyż wyposażenie i utrzymanie konia było bardzo kosztowne. Taktyka przyjmowana przez starożytne cywilizacje takie jak Egipcjanie czy Asyryjczycy, zakładała wykorzystanie słabo zorganizowanych mas biedniejszej i gorzej uzbrojonej (najczęściej we włócznie) piechoty ciężkozbrojnej jako punkt wyjścia dla uderzenia arystokratycznej jazdy i wozów bojowych (rydwanów). Formacjami pomocniczymi były oddziały lekkozbrojne uzbrojone w broń miotającą, działające przed zasadniczym starciem.
- W armiach azjatyckich (chińskich i hinduskich) piechota również była najliczniejszym elementem armii, jednak za podstawowe uzbrojenie służył jej łuk. W Indiach konnica została wprowadzona dopiero w V w. p.n.e.
- W starożytnej Grecji, ze względu na warunki niesprzyjające hodowli koni, ciężkozbrojni hoplici walczący w zwartej falandze byli podstawą armii wszystkich polis. W IV w. p.n.e. pojawiła się piechota lekka, tzw. peltaści, która szybko zyskała na znaczeniu.
- Reformy wojskowe Filipa II, króla Macedonii, w pierwszej połowie IV w. p.n.e. dały początek nowej formacji piechoty: falandze macedońskiej. Walczący w niej pedzetajrowie i hypaspiści, uzbrojeni w długie sarisy przez ponad 100 lat byli niepokonani.
- Formacją piechoty, która położyła kres stosowaniu falangi, stała się narzędziem podboju całego basenu Morza Śródziemnego i panowała niepodzielnie na polach bitew przez ponad 500 lat był rzymski legion. W skład legionu wchodzili legioniści, z początku dzieleni na kilka typów (Velites, Hastati, Principes, Triarii), później jednakowi pod względem uzbrojenia. W skład legionu wchodził również kontyngent jazdy, jednak pełnił on z reguły funkcje osłonowe dla zmasowanego natarcia piechoty. Legion zniknął całkowicie w V wieku.
- Rola piechoty stopniowo malała na rzecz jazdy już od III wieku n.e. Było to jedną z przyczyn upadku cesarstwa rzymskiego.

Rodzaje piechoty starożytnej:
hoplici, peltaści, pedzetairoi, Hypaspiści, legioniści: (velites, hastati, principes, triarii).

### Średniowiecze (VI-XIV wiek)
- Nie jest do końca prawdą, że większość średniowiecza była czasem dominacji ciężkiej jazdy na polu bitwy. Dopiero od VIII w. zaczyna się supremacja ciężkozbrojnej kawalerii, dzięki Frankom rycerstwo rozpowszechniło się jako siła przełamująca. Można to tłumaczyć wyższą pozycją społeczną konnego nad pieszym oraz tym, że w infanterii służyli zazwyczaj ludzie niskiego stanu niemający ani środków, ani możliwości kształcenia się w rzemiośle wojennym, w przeciwieństwie do rycerstwa[1]. W X w. rycerze są najwartościowszym składnikiem wojsk. Dominacja ta chwieje się już w XIII wieku, kiedy to w wieku następnym pojawiają się w końcu zwarte i zdeterminowane formacje piechoty, zdolne oprzeć się lepiej jeździe. Piechota przez długi czas stanowiła jedynie formację pomocniczą, słabo uzbrojoną i zorganizowaną, często przewyższającą liczebnie jazdę, niemniej jednak przy dobrych okolicznościach, wyszkoleniu czy okopaniu się potrafiła zdeklasować kawalerię. O wiele przydatniejsza była w trudnym terenie. Uzbrojenie infanterii w tym okresie było różne, począwszy od broni drzewcowej (np. włócznia, pika, gizarma) przez broń obuchowo-sieczną (np. berdysze, topory) broń obuchową miażdżącą (buzdygany, maczugi, młoty bojowe) kończąc na broni siecznej (miecze, noże bojowe, szable czy tasaki). Uzbrojenie ochronne prezentowało się różnie, w zależności od majętności pieszego. Składało się często z różnego rodzaju hełmów (np. kapalin, łebka, barbuta, salada), przeszywanicy, kolczugi, zbroi łuskowej etc. Większość średniowiecznej piechoty nie tworzyła odrębnych jednostek organizacyjnych, będąc zazwyczaj częścią kopii. Ogromną rolę pełniła jako milicje miast (np. włoskich). Każdy cech, okręg bądź gildia zobligowana była do obrony określonego odcinku muru w razie oblężenia, więc starano się utrzymywać dobre wyszkolenie wojskowe. Piesze milicje posiadały ponadto dowódców oraz własne chorągwie otaczane doborowymi żołnierzami. Przykładowo szwajcarscy żołnierze uczyli się maszerować w rytmie wybijanym przez dobosza, musieli także pilnować miejsca w swojej formacji i trzymać się w pobliżu swojej chorągwi. Równolegle do miejskich milicji istniała warstwa profesjonalnych wojowników zwanych sierżantami, mającymi lepsze wyposażenie i wyszkolenie niż zwykła piechota, ale będącymi niższego szczebla niż rycerstwo.
- Już we wczesnym średniowieczu jazda była formacją dominującą w wielu armiach, choć piesi wojownicy dalej pozostawali istotnym elementem armii, jeśli chodzi o taktykę połączonych broni. Piechota uzbrojona w miecze, maczugi, oszczepy zwane Angon i topory dalej stanowiła główną siłę Germanów, Franków oraz Anglosasów[2] w VI-VIII wieku, walcząc w przeważającej części w nieruchawych czworobokach i kolumnach. Jazda, ze względu na dalszy brak strzemion, musiała działać we współdziałaniu z innymi jednostkami (np. bizantyjscy katafrakci z pieszymi łucznikami pod Taginae i Casilinum)[3].
- Armie opierające się na pospolitym ruszeniu feudalnym nie były w stanie stworzyć poziom organizacji i dyscypliny na podobieństwo armii starożytnych. Jedynym państwem, które w dobie średniowiecza było zdolne utrzymywać dobrze zorganizowane armie, było Cesarstwo Bizantyńskie. Bizantyjczycy posługiwali się zarówno piechotą ciężkozbrojną (scutati), jak i lekkozbrojną (której większość stanowili łucznicy). Początkowo nawet w armii bizantyjskiej była formacją pomocniczą wobec jazdy, jednak ok. X wieku staje się ponownie kluczowym elementem sił zbrojnych Bizancjum[4]. Mimo że infanteria ogólnie pozostawała siłą drugorzędną, była ważnym elementem współdziałania broni, jej rola zaczęła stopniowo rosnąć min. podczas wypraw krzyżowych, gdzie udowodniła, iż potrafi walczyć z jazdą (np. Bitwa pod Jafą czy pod Arsuf)[5]. Wojska piesze, składające się najczęściej z zamożnych chłopów i mieszczaństwa, miały u Krzyżowców za pomocą kusz i łuków trzymać na dystans muzułmańskich konnych łuczników, i osłaniać kawalerię, w razie niepowodzenia szarży, tworząc linię złożoną z dobrze wyszkolonych oraz wyekwipowanych włóczników i spieszonych rycerzy[6]. Innym przykładem może być bitwa pod Bouvines w 1214 r., gdzie hrabia Renaud z Boulogne ustawił ciężką piechotę w okrąg lub kwadrat o głębokości kilku szeregów, zostawiając kilka niewielkich przestrzeni do natarcia jazdy mogącej w razie potrzeby schować się do wnętrza szyku infanterii. Ta koordynacja działań piechoty i jazdy wskazuje na przewagę infanterii w jego działaniach.
- Dopiero w XIII, XIV i XV wieku, wyszkolona i odpowiednio uzbrojona piechota zadała jeździe klęskę pod Stirling Bridge, Courtrai, Bannockburn, Crecy, Poitiers i Azincourt. Pierwszymi oznakami zbliżającego się renesansu piechoty było wprowadzenie w Europie kuszy (pierwsze potwierdzone użycie w bitwie pod Hastings w roku 1066), szersze wykorzystywanie umocnień przeciwkawaleryjskich (np. fosy czy zaostrzone pale wbite w ziemię) przez formacje piesze oraz wynalazek halabardy. Podczas wojny stuletniej zdecydowanie wzrosło znaczenie lekkozbrojnej piechoty uzbrojonej w łuki i kusze, również i ciężka piechota powróciła do łask za sprawą taktyk Szwajcarów, Szkotów czy Husytów, walczących w dużej mierze za pomocą taborów[7]. (...)klęski poniesione przez wojska rycerskie wynikały stąd, że rycerze starli się po raz pierwszy w wiekach średnich z piechotą karną, zawziętą w boju, nieustępliwą, dobrze prowadzoną przez dowódców, górującą nad nimi przede wszystkim dyscypliną i zwartością[8].

Przykładowe rodzaje piechoty średniowiecznej: scutati, landsknechci, pikinierzy

### Nowożytność (XV-XIX wiek)

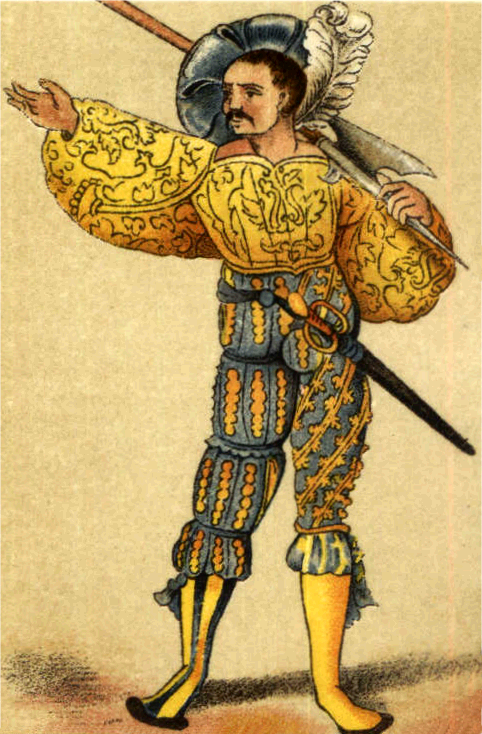
Landsknecht (XVI w.)

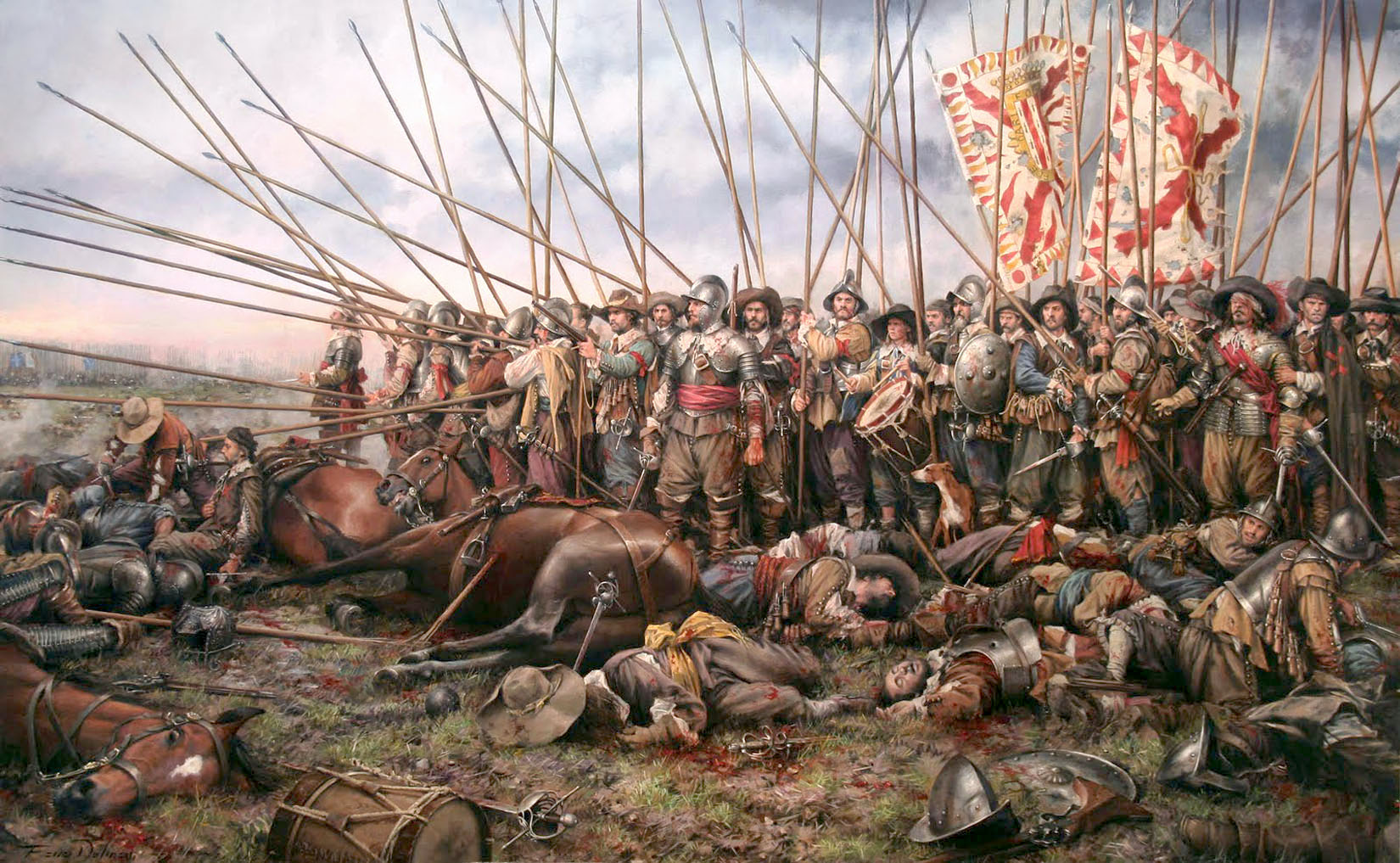
Pikinierzy (XVII w.)

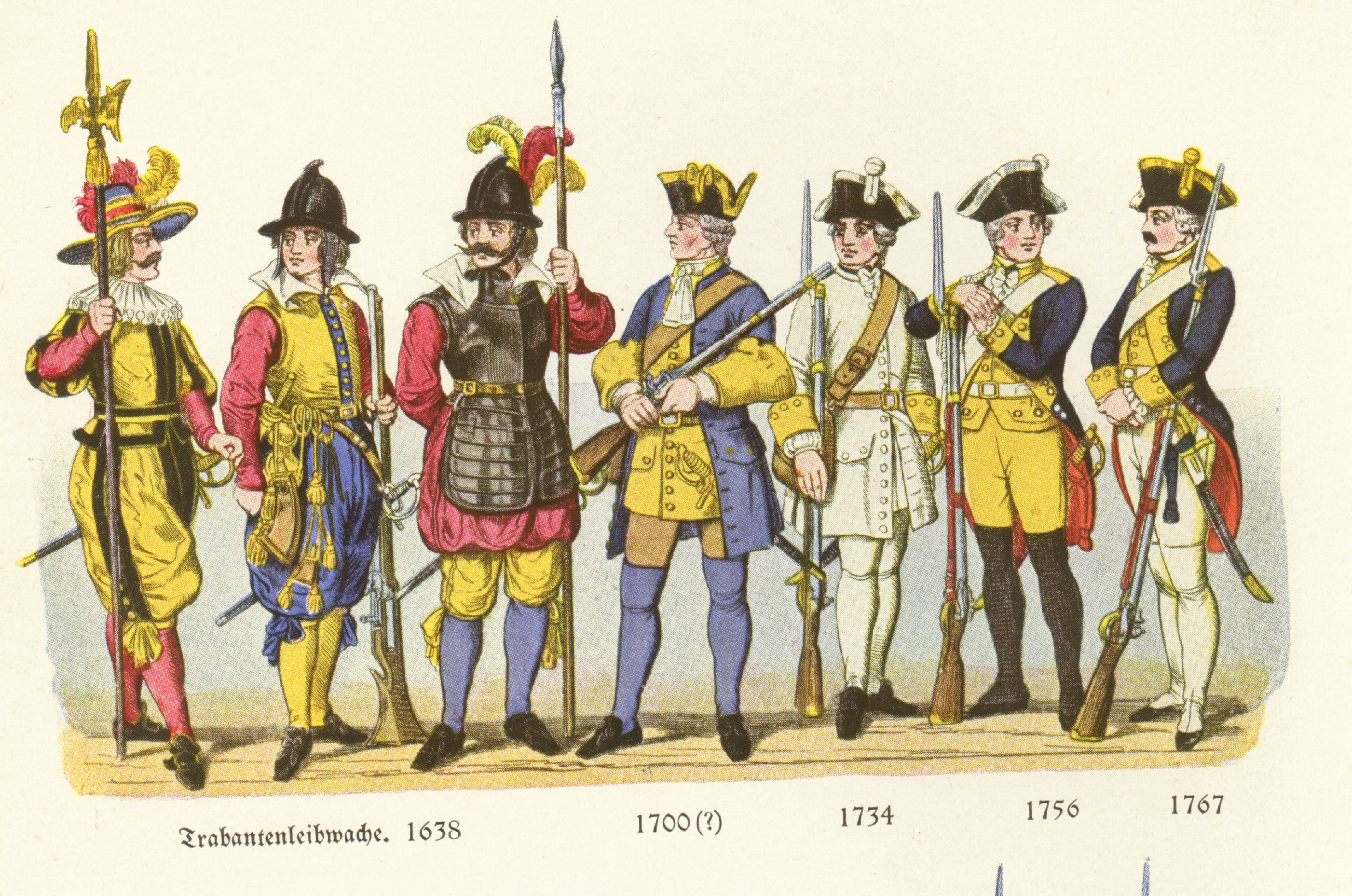
Żołnierze piechoty na przełomie XVII-XVIII w.

Od wieku XIII systematycznie wzrastało znaczenie piechoty. Doskonalono techniki walki z jazdą. Wprowadzenie prochu w Europie było momentem przełomowym w całej historii wojskowości. W wieku XVI piechota uzbrojona w broń palną, piki oraz rapiery mogła z powodzeniem powstrzymać szarżę wrogiej kawalerii. Coraz szersze stosowanie muszkietu spowodowało, że piechota, nazywana w epoce nowożytnej infanteria, uległa podziałowi na pikinierów i strzelców (muszkieterów). Pojawiła się renesansowa formacja piechoty zwana tercios, pospolicie stosowana na europejskich polach bitew w XVI w. oraz w I połowie XVII wieku. W jej skład wchodzili pikinierzy, muszkieterzy, arkebuzerzy oraz żołnierze uzbrojeni w rapiery/miecze oraz puklerze. Pikinierzy i szermierze tworzyli czworobok liczący kilkaset żołnierzy, wokół którego rozmieszczeni byli muszkieterzy w kilku szeregach. Dodatkowo na rogach czworoboku tworzono mniejsze czworoboki złożone z ok. 200 arkebuzerów. W XVI w. piechurzy formowali się na polu walki w zwarte czworoboki. W celu zapewnienia ciągłości ognia stosowali tzw. kontrmarsz, który polegał na kolejnym oddawaniu salwy przez poszczególne szeregi żołnierzy. Ci, którzy oddali strzał wycofywali się na tył kolumny w celu ponownego załadowania broni. Pikinierzy natomiast osłaniali strzelców przed atakiem jazdy wroga. Wynalezienie bagnetu spowodowało od drugiej połowy XVII wieku spadek przydatności pikinierów, halabardników oraz innych jednostek przeznaczonych do walki wręcz. W razie zaistnienia konieczności takiej walki, każdy piechur mógł ją podjąć używając muszkietu lub karabinu z bagnetem. Dodatkowo stopniowy rozwój broni palnej zmniejszył skuteczność szarży kawaleryjskiej, którą mogła powstrzymać dobrze wykonana salwa piechoty. Wszystko to spowodowało, że liczba pikinierów w oddziale wydatnie zmniejszyła się na początku XVIII wieku, by pod koniec tego stulecia praktycznie zniknąć z pól bitew. Formację piechurów uzbrojonych w broń białą (piki, kosy), pojawiały się jeszcze sporadycznie w XIX wieku, głównie w czasie powstań i rewolucji, były to jednak wyjątki od reguły i praktycznie można powiedzieć, że XVIII i XIX stulecie to epoka zdominowana przez broń palną, aczkolwiek zdarzały się starcia wręcz, lecz sporadycznie.
W XVII-XIX wieku piechota stanowiła trzon większości armii (ok. 70%, a u biedniejszych państw nawet 90%). Infanteria dzieliła się na doborowe jednostki, jak grenadierzy, którzy byli przeznaczeni do ataków na bagnety w rozstrzygającej fazie bitwy, na piechotę liniową, czyli fizylierów i muszkieterów walczących w szyku liniowym oraz na lekką piechotę w postaci strzelców pieszych, czy woltyżerów, mających wykorzystywać teren w walce i osłabiać wroga przed głównym atakiem. W przypadku szarży wrogiej kawalerii piechota ustawiała się w czworoboki 4 lub 6 szeregowe; pierwszy szereg klęczał opierając karabiny o ziemię, drugi szereg wystawiał karabiny przed siebie, a trzeci i czwarty zajmowały się prowadzeniem ognia, który miał odpędzić konnicę. Jednak jeśli to się nie udało, wtedy infanteria zwierała szeregi w celu odparcia wroga wręcz. Było kilka przykładów rozbicia czworoboków piechoty (np. bitwa pod Pruską Iławą, czy pod Wagram). Kawaleria rozbijała je zazwyczaj przy ścisłym współdziałaniu z artylerią i piechotą, wyjątkowo przez zaskoczenie (np. bitwa pod Albuerą). Zdarzało się, że piechota obroniła się przed jazdą w linii (np. bitwa pod Minden oraz pod Marengo), lecz najczęściej infanteria zaatakowana w szeregu przez kawalerię szybko zostawała rozbijana, gdyż linia była obalana przez masę koni i ludzi.
Przykładowe rodzaje piechoty XV-XIX wieku: fizylierzy, grenadierzy, pikinierzy, polska piechota łanowa, muszkieterzy, landsknechci.

### Wiek XX i współczesność

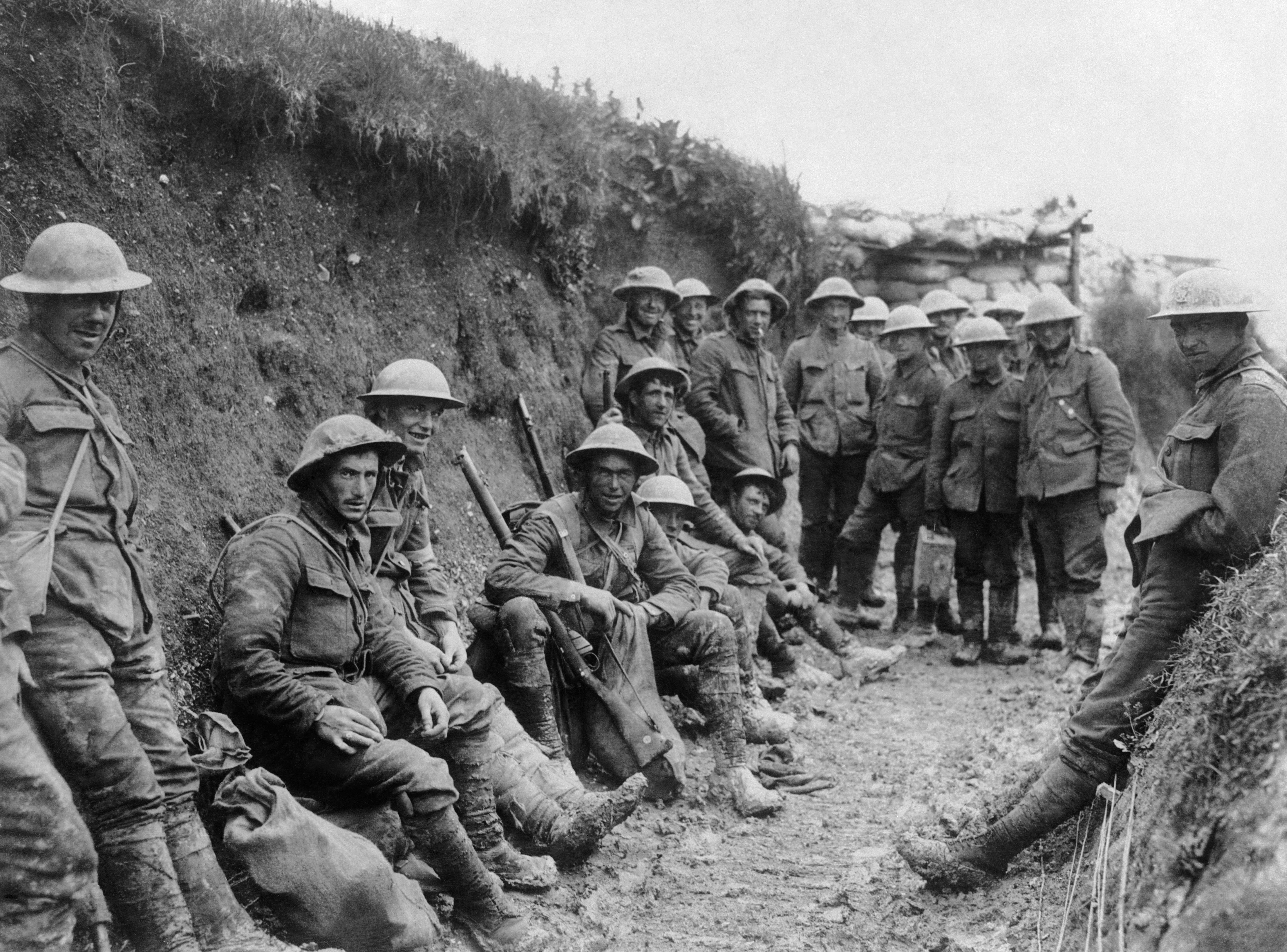
Piechota brytyjska w okopach podczas bitwy nad Sommą

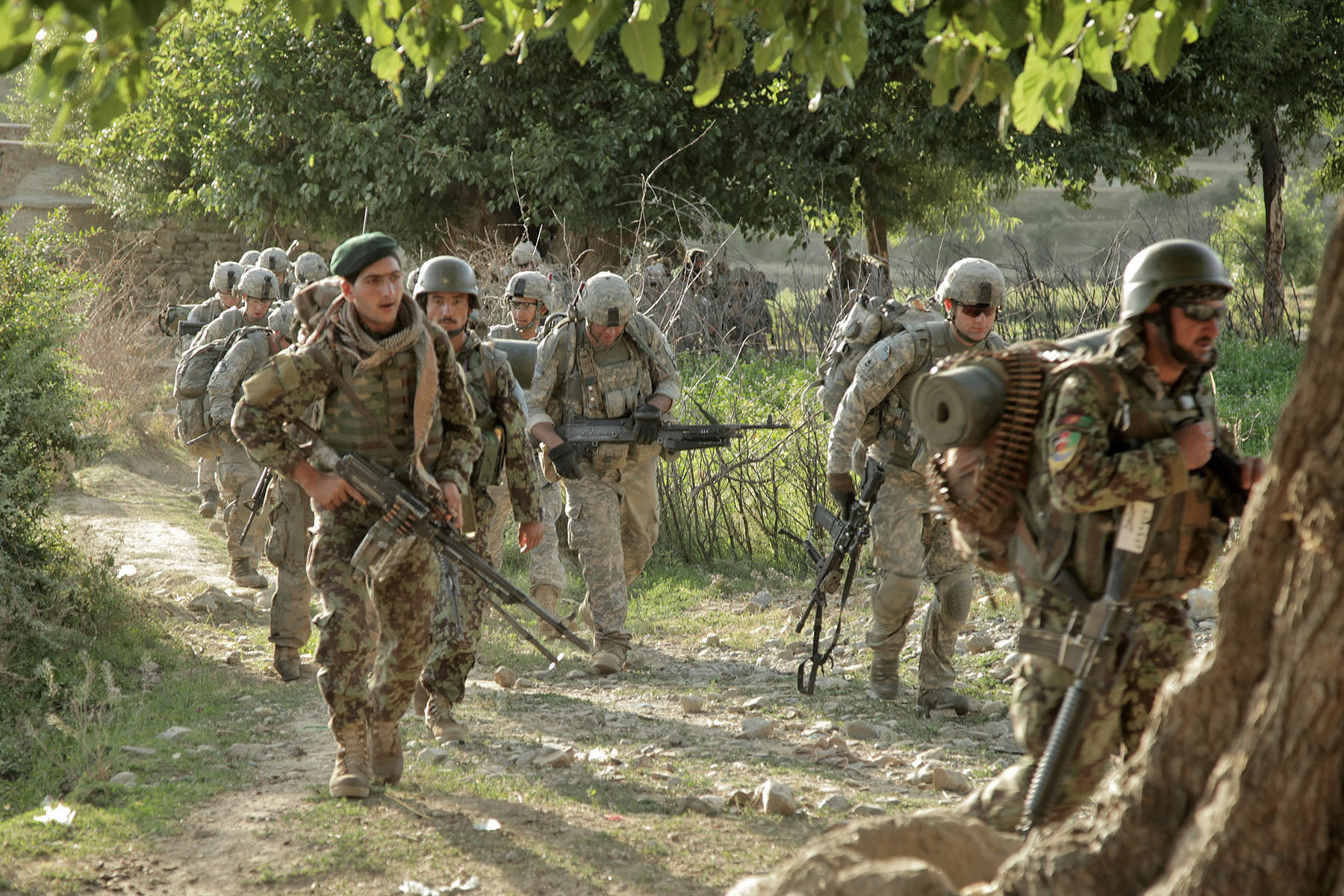
Wspólny patrol piechoty afgańskiej i amerykańskiej

W trakcie I wojny światowej piechota walczyła głównie z okopów. Rozwój broni maszynowej, w szczególności pistoletów maszynowych spowodował, że piechota stała się główną formacją wojskową. W trakcie II wojny światowej i po niej nastąpiła gwałtowna mechanizacja piechoty, która jako środek transportu zaczęła wykorzystywać transportery opancerzone, samochody pancerne i ciężarówki. Obecnie piechota na miejsce bitwy dociera środkami mechanicznymi, a walczy w szyku pieszym.